# ブロードウェイ (映像制作会社)
株式会社ブロードウェイ （英：Broadway Co.ltd）とは、日本の映画・オリジナルビデオ製作会社である。

## 主な作品

### DVD
- イ・ジェマ
- カンニング・モンキー天中拳
- クレージーモンキー 笑拳
- ほんとうにあった怖い話
- ほんとにあった!呪いのビデオ
- 光宗大王
- 拳精
- 蛇鶴八拳
- 龍拳
- 少林寺木人拳
- 成龍拳

### Web配信販売
- ほんとうにあった怖い話